# Vandea
La Vandea (in francese Vendée) è un dipartimento della Francia metropolitana nei Paesi della Loira. I dipartimenti confinanti sono Loira Atlantica a nord, Maine e Loira a nord-est, Deux-Sèvres a est e Charente Marittima a sud, mentre a ovest affaccia sull'Oceano Atlantico. Prende il nome dall'omonimo fiume.
Le principali città, oltre al capoluogo La Roche-sur-Yon, sono Fontenay-le-Comte, Les Sables-d'Olonne, Challans, Les Herbiers e Saint-Gilles-Croix-de-Vie.

## Storia
Nell'antichità, il territorio della Vandea, che prima della Rivoluzione francese era chiamato Basso Poitou, probabilmente è stato occupato dal popolo gallico degli Ambiliati, per poi essere unito ai territori dei Pictoni da Augusto nel 16 a.C. Nel 57 a.C. nel Basso Poitou e in Bretagna giunsero le legioni di Gaio Giulio Cesare e, a causa delle interne divisioni tra le tribù, il capo dei Pictoni, Duratius, preferì arrendersi. Cesare poi si accordò con i Pictoni e diede loro delle navi per combattere i Veneti, i celti che vivevano in Bretagna, e in cambio li esonerò dalle tasse. Non lo aiutarono invece per la Battaglia di Alesia, ma al contrario inviarono 8.000 uomini a Vercingetorige.
Il Cristianesimo si diffuse nel Basso Poitou solo dopo la conversione dell'imperatore Costantino I, nel IV secolo. Tra i molti religiosi che evangelizzarono la regione sicuramente i più attivi furono sant'Ilario di Poitiers (a cui vennero intitolati otto comuni) e san Martino di Tours (a cui vennero intitolati cinque comuni). L'occupazione romana del Basso Poitou durò fino alla metà del V secolo, a causa dell'invasione dei Visigoti, tuttavia la regione fu poco segnata dalla presenza di questo popolo che si installò più a sud, e dopo la vittoria di Clodoveo I e Vouillé del 507, il controllo della Vandea passò ai Franchi.
La regione venne poi toccata dall'invasione dei Saraceni che vennero fermati da Carlo Martello nella Battaglia di Poitiers del 732; secondo la tradizione alcuni saraceni sfuggiti dalla battaglia si sarebbero nascosti in Vandea. Quindi, si costruirono le città carolinge, che anticipavano le future signorie; Carlo Magno creò ciò che poi sarà l'amministrazione feudale, mentre, non lontano dalle coste, vennero erette numerose abbazie e proprio un abate, San Filiberto fonderà Noirmoutier, Luçon e Saint-Michel-en-l'Herm che subiranno le prime invasioni dei Vichinghi. I drakkar vichinghi attaccarono spesso le coste del Basso Poitou, e queste vissero nel terrore fino alla fine del secolo. Dall'820, infatti, i signorotti locali iniziarono a prendere delle contromisure per respingere questa minaccia e per questo crearono la Contea di Herbauges, che si estendeva per il Pays de Retz, il nord della Vandea, comprese l'isola di Noimoutier e Bouin, fino alla valle di Clisson e Mauges. Fu necessaria però la cessione della regione della futura Normandia da parte di Carlo il Calvo e la resistenza del conte di Limoges, per porre fine alla minaccia vichinga.
Con il feudalesimo, aumentò notevolmente il numero di abbazie e parrocchie e con i primi centri feudali si iniziarono a costruire imponenti castelli. La regione passò poi sotto il controllo dei conti di Poitiers, che divennero anche duchi d'Aquitania. La regione ebbe un forte sviluppo economico, con notevoli progressi nel campo dell'agricoltura, con lo sviluppo delle attività costiere, della pesca, del commercio del sale, ma anche un forte sviluppo religioso con la costruzione di numerose chiese romaniche.
Con il matrimonio di Eleonora d'Aquitania, contessa di Poitiers, con Enrico II d'Inghilterra del 1157, i figli acquisirono anche l'eredità della madre e infatti Riccardo I d'Inghilterra, divenuto conte di Poitiers, apprezzò molto il Poitou e fece di Talmont una delle sue residenze. Il suo successore Giovanni si scontrò con la famiglia dei Lusignano, provocando la reazione dei feudatari di Poitiers che chiesero a Filippo II di Francia di riappropriarsi della contea. L'annessione della contea alla Francia non fu però automatica e dopo alcune resistenze, solo Luigi IX di Francia riuscì ad annetterla nuovamente alla Francia affidandola al fratello Alfonso di Poitiers. Il XIII secolo fu un periodo di progresso commerciale (per Fontenay-le-Comte ed i porti vandeani), di miglioramento delle condizioni dei contadini (per la liberazione di numerosi servi della gleba), di prosciugamento delle zone paludose e di sviluppo della Chiesa.
Il Poitou venne poi coinvolto nella Guerra dei cent'anni e fu una di quelle regioni che venne ceduta all'Inghilterra dopo il Trattato di Brétigny del 1360. Carlo V di Francia infrangerà il trattato nove anni dopo, dando incarico a Bertrand du Guesclin di riconquistare i territori occupati dagli inglesi. Il Poitou tornerà alla Francia nel 1372 ad appannaggio del fratello di Giovanni II di Francia, il duca di Berry. La sconfitta subita nella battaglia di Azincourt e il conseguente Trattato di Troyes costrinsero il delfino Carlo VII di Francia a rifugiarsi a Poitiers che divenne la capitale del regno.
Dopo questi lunghi periodi di disordine, il Basso Poitou entrò in un secolo di prosperità. Fontenay-le-Comte divenne una grande città e diventò il capoluogo del Basso-Poitou; ebbe inoltre un importante risveglio culturale, artistico e urbanistico. Il rinascimento portò con sé anche la riforma protestante; e in alcune zone si diffuse il calvinismo; anche la Vandea fu teatro delle guerre di religione francesi, sia cattolici che protestanti si macchiarono di reciproche stragi e saccheggi; incendi vennero perpetrati a Bournezeau, Moutiers-les-Mauxfaits, Aubigny, Les Lucs-sur-Boulogne, Martinet, La Mothe-Achard, Maillezais, Luçon, Fontenay-le-Comte e Les Sables-d'Olonne. Tuttavia in Vandea il protestantesimo non ebbe una grande diffusione, con Luigi XIV di Francia infatti venne abolito l'editto di Nantes e venne sostituito dall'editto di Fontainebleau, che costrinse i protestanti ad emigrare in Germania o nei Paesi Bassi.
Finite le lotte di religione, agli inizi del XVIII secolo in tutto il Poitou, e in generale nelle varie regioni nord-occidentali della Francia, si diffuse e si radicò profondamente nella popolazione la fede cattolica, grazie anche all'opera missionaria di san Luigi Maria Grignion de Montfort. Il sacerdote di origini bretoni, subito dopo la sua ordinazione iniziò ad occuparsi dei poveri e degli ammalati nell'ospedale di Poitiers e poi si mise a predicare le missioni, prima in Bretagna e poi in tutto il Poitou, compresa la Vandea. La partecipazione della popolazione era solitamente molto elevata e con l'aiuto dei poitevini poté piantare croci, costruire e ristrutturare cappelle e chiese sparse in tutta la regione; inoltre proprio nel Poitou fondò i suoi due istituti religiosi: la Compagnia di Maria e le Figlie della Sapienza e scrisse gran parte delle sue opere con le quali promosse il culto mariano e la recita del Rosario, venendo però aspramente criticato dai protestanti e soprattutto dai giansenisti con cui si scontrò frequentemente.
La Vandea era una regione particolare, un territorio poco toccato dallo spirito generale del regno. Era governata da aristocratici piccoli e medi che non amavano la corte del re, restavano sui loro territori e interagivano con il loro popolo. I contadini erano legati ai loro nobili e ai loro preti.
I cambiamenti portati dalla Rivoluzione francese non vennero accolti con favore dagli abitanti della Vandea, devotissima al re: tra i contadini si sviluppò il culto del "re martire", uno dei fattori che contribuirono nel marzo 1793 all'insurrezione contro la neonata repubblica facendo scoppiare le guerre di Vandea, una serie di guerre civili che durarono, con alcune pause, fino alla Restaurazione del 1815. I contro-rivoluzionari vandeani, che erano particolarmente cattolici e in gran parte monarchici, insorsero a causa della Costituzione civile del clero, dell'esecuzione del re Luigi XVI, ma soprattutto a causa dell'aggressiva politica estera iniziata nel 1792 che obbligò la Convenzione nazionale ad emanare una legge che prevedeva la leva obbligatoria per 300.000 uomini. I vandeani non erano intenzionati a partecipare a guerre causate dalla Rivoluzione e quindi a morire per uno stato che non esprimeva i loro ideali e che non li rappresentava, per cui preferirono insorgere contro di essa e provare a restaurare la monarchia assoluta dei Borboni. Contadini, artigiani, nobili ed ex ufficiali formarono un agguerrito esercito lealista. La repubblica attuò una repressione molto violenta contro gli insorti e la regione ne uscì completamente devastata sia in termini di vite umane che di danni materiali; il governo repubblicano infatti non voleva solo fermare l'insurrezione ma anche evitare che le idee contro-rivoluzionarie si diffondessero, cosa che causò la morte di molti innocenti, tra cui donne e bambini, ed anche tra quella parte di popolazione che non aveva preso parte diretta all'insurrezione. La repressione produsse l'effetto opposto a quello sperato, infatti nonostante tutto i vandeani non si arresero e continuarono a combattere anche durante l'impero napoleonico, fino a quando Luigi XVIII non salì al trono di Francia, cosa che in parte fu possibile anche grazie alla loro insurrezione.
Dopo la Monarchia di Luglio, che vide salire al trono Luigi Filippo, la duchessa di Berry Carolina di Borbone tentò, senza successo, di fare insorgere nuovamente la Vandea nel 1832 per far salire al trono l'erede designato da Carlo X, Enrico, conte di Chambord. Alla fine del XIX secolo la situazione politica della Vandea, divenne più complessa; nella monarchica Vandea si sviluppò infatti una corrente repubblicana moderata soprattutto nelle zone del sud. In Vandea nacque anche Georges Clemenceau, anticlericale e repubblicano, che fu leader del partito radicale e che ricoprirà l'incarico di primo ministro francese nel 1906 e poi di nuovo nel 1917. Nel XIX secolo la Vandea ha continuato ad essere una zona principalmente rurale (che però si era poco evoluta dal 1780, anche per via della guerra) ma si stabilirono alcune industrie: miniere di carbone, concerie e industrie tessili, che hanno permesso la nascita, come altrove, del movimento socialista e sindacalista.
Con il XX secolo e soprattutto con la prima guerra mondiale, le rivalità politiche che comunque continuarono ad esserci, si attenuarono per fronteggiare la guerra, ma poi si ripresentarono nel periodo tra le due guerre mondiali. Durante la seconda guerra mondiale la Vandea venne occupata, come il resto della Francia, dalla Germania e dal 1941 fu interessata dai lavori per il Vallo Atlantico. Si formerà una resistenza agli invasori anche se sarà poco efficace, tuttavia vi nacque Jean de Lattre de Tassigny, futuro maresciallo di Francia, che apporterà un contributo essenziale nel fronteggiare l'invasione tedesca. Sotto la quarta e la quinta repubblica, la Vandea restò una regione a maggioranza conservatrice e i partiti di destra, anche estrema, furono molto votati; tuttavia il rifiuto per la repubblica comincia ad essere messo in discussione, così come il giudizio negativo dato all'insorgenza vandeana nel resto del Paese.